# Juan Oliver y García
Juan Oliver y García fue un político liberal español.

## Biografía
Nacido el 19 de julio de 1789 en Somontín (provincia de Almería), Juan Oliver y García fue un destacado político liberal. Cuando era procurador síndico del Ayuntamiento de Málaga fue elegido diputado a las Cortes Generales por la provincia de Málaga para la legislatura de 1822-1823. Se celebró la elección el 3 de diciembre de 1821, obteniendo 12 votos de un total de 12 electores (corresponde el número de electores al de los elegidos en los partidos). Su período como diputado comienza el 20 de febrero de 1822, jurando el cargo unos días después, el día 25 del mismo mes.

## Cortes Generales
Según consta en el Diario de las Sesiones de las Cortes del 7 de diciembre de 1822, se procedió a la elección de presidente, obteniendo 62 votos a favor de un total de 122 parlamentarios. Ocupó este cargo, que era interino, hasta el 6 de enero de 1923.
El 27 de septiembre de 1823 acaba su etapa como diputado de las cortes.
Estos años se encuadran dentro del periodo llamado Trienio Liberal (1820-1823), reinando Fernando VII, de nuevo tras la Guerra de Independencia. Seguramente fue testigo nuestro paisano de más de una acalorada discusión en las Cortes en un periodo tan radicalizado como el que le tocó vivir.
Juan Oliver y García fue abogado, oficial segundo de cuentas del Ministerio, procurador síndico del Ayuntamiento de Málaga y auditor de Guerra en 1834. Se le consideraba un experto en comercio y aranceles y con una buena formación en temas económicos, así como de una gran amabilidad y buenas relaciones sociales.
En 1822 fue nombrado Decano del Ilustre Colegio de Abogados de Málaga y con ese nombre, Decano Oliver y García, tiene una calle en esta ciudad.